# Uta stansburiana
Uta stansburiana — вид ящірок з родини фринозомових.

## Назва
Вид названо на честь американського геодезиста Говарда Стенсбері (1806—1863), який керував дворічною експедицією (1849—1851) з обстеження Великого Солоного озера та його околиць. Під час цієї експедиції зібрані типові зразки виду.

## Розповсюдження
Вид поширений на заході США та півночі Мексики. Трапляється від центральної та північно-східної частини Каліфорнії, центрального та східного Орегону, штату Вашингтон, південного заходу штату Айдахо, Юти та західного Колорадо на південь до південного кінця Нижньої Каліфорнії, півночі Сіналоа та півночі Сакатекаса в Мексиці, включаючи багато островів уздовж тихоокеанського узбережжя Нижньої Каліфорнії та в Каліфорнійській затоці. Діапазон висот варіює від рівня моря до 2750 м над рівнем моря.

## Опис
Дрібна ящірка, завдовжки до 60 мм, не враховуючи хвоста. Основне забарвлення коричневе, а візерунок залежить від статі та популяції. Деякі самці можуть мати сині плями на спині і хвості, а боки можуть бути жовтими або помаранчевими, інші можуть бути без малюнків. Самиці можуть мати смужки вздовж спини та боків, або ж можуть бути відносно монотонними. У обох статей на боках є помітна синя пляма, відразу за передніми кінцівками.